# Chitlin' Circuit
«Chitlin' Circuit» era el nombre con el cual venía comúnmente indicado aquel conjunto de locales dispersados a través de los Estados Unidos (como por ejemplo el Cotton Club o el Victory Grill) en el cual los músicos, actores y cualquier otro tipo de artistas e intelectuales afroamericanos eran libres de expresarse y exhibirse en el periodo de la segregación racial estadounidense.
El nombre deriva de chitterlings, un plato a base de intestinos de cerdo guisado o en sopa, consumidos como entrante en la soul food, el conjunto de los platos tradicionales de la comunidad afroamericana de los estados confederados.
En poco tiempo el Chitlin' Circuit se convirtió en una especie de cantera de talentos en el cual artistas destinados a convertirse en legendarios darían sus primeros pasos; justamente en los locales que comprendían esta cultura iniciaron a exhibirse personalidades artísticas del calibre de Louis Jordan, Cab Calloway, Duke Ellington, James Brown, BB King, Jimi Hendrix, Nina Simone, Ray Charles, Aretha Franklin, The Supremes, Ike & Tina Turner, George Benson, Dr. Lonnie Smith, Gladys Knight & the Pips, Otis Redding, The Isley Brothers e incluso exponentes de la corriente más comercial en la música "black" como Patti LaBelle y The Jackson 5.
También muchos teatros, actualmente considerados verdaderos templos de la música afroamericana, entraban en el circuito; los ejemplos más ilustres son el Apollo de Harlem, el Regal de Chicago, el Howard de Washington D. C., el Uptown de Filadelfia, el Royal de Baltimore y el Fox de Detroit.